# 鴨川松島
鴨川松島（かもがわまつしま）は、千葉県鴨川市の太平洋にある7つの島の総称。南房総国定公園に位置している。
日本三景の松島をイメージさせる景観から外房を代表する観光地の1つであり、新日本百景にも選ばれている。

## 地理
鴨川市街地からおよそ2km南に位置し、荒島・弁天島・鵜島・雀島・波涛根島・猪貝島・海獺島の大小7つの島からなる。
弁天島と荒島には橋が架けられており、直接渡ることができる。

## 交通
- 千葉県鴨川市貝渚地内

JR東日本外房線安房鴨川駅から日東交通鴨川市内線（仁右衛門島入口行き）、館山鴨川線（館山駅行き）で8分、鴨川松島下車。